# Episodi di Bugs - Le spie senza volto (quarta stagione)
La quarta stagione della serie televisiva Bugs - Le spie senza volto è stata trasmessa in anteprima nel Regno Unito dalla BBC One tra l'11 luglio 1998 e il 28 agosto 1999.
| nº | Titolo originale     | Titolo italiano | Prima TV UK    | Prima TV Italia |
| -- | -------------------- | --------------- | -------------- | --------------- |
| 1  | Absent Friends       |                 | 11 luglio 1998 |                 |
| 2  | Sacrifice to Science |                 | 18 luglio 1998 |                 |
| 3  | Girl Power           |                 | 25 luglio 1998 |                 |
| 4  | The Two Beckett's    |                 | 1º agosto 1998 |                 |
| 5  | Hell and High Water  |                 | 8 agosto 1998  |                 |
| 6  | Pandora's Box        |                 | 15 agosto 1998 |                 |
| 7  | Jewel Control        |                 | 29 agosto 1998 |                 |
| 8  | Twin Geeks           |                 | 14 agosto 1999 |                 |
| 9  | Money Spiders        |                 | 21 agosto 1999 |                 |
| 10 | The Enemy Within     |                 | 28 agosto 1999 |                 |